# Ivo Benkovič
Ivo Benkovič, slovenski zdravnik in politik, * 28. maj 1928, † 24. maj 2020.
Bil je dolgoletni direktor bolnišnice za ginekologijo in porodništvo v Postojni.
Med letoma 1992 in 1997 je bil član Državnega sveta Republike Slovenije.